# Referendum w Rumunii w 2012 roku
Referendum w Rumunii w 2012 roku odbyło się 29 lipca 2012 roku w sprawie odwołania z urzędu Prezydenta Rumunii Traiana Băsescu. Referendum było konieczne po zagłosowaniu za referendum przez rumuński parlament 6 lipca, a referendum miało odbyć się w ciągu miesiąca. Było to drugie referendum w sprawie odwołania tegoż prezydenta, poprzednie referendum miało miejsce w 2007 roku, gdzie 74% głosujących opowiedziało się przeciw.

## Pytanie
Pytanie w referendum było następujące:

Czy zgadzasz się na usunięcie z urzędu Prezydenta Rumunii pana Traiana Băsescu?

W wersji oryginalnej:

Sunteți de acord cu demiterea Președintelui României, domnul Traian Băsescu?

## Wyniki
| Opcja                                    | Głosy      | %      |
| ---------------------------------------- | ---------- | ------ |
| Tak                                      | 7 403 836  | 87,52  |
| Nie                                      | 943 375    | 11,15  |
| Nieważne                                 | 111 842    | 1,32   |
| Razem                                    | 8 459 053  | 100,00 |
| Uprawnieni (frekwencja 46,24%)           | 18 292 464 |        |
| Źródło: Rumuńska Komisja Wyborcza (rum.) |            |        |

Sąd Konstytucyjny Rumunii uznał referendum za nieważne z powodu zbyt niskiej frekwencji.